# Столетняя классика НХЛ
Столетняя классика НХЛ (англ. NHL Centennial Classic) — матч регулярного чемпионата НХЛ сезона 2016/2017 между командами «Торонто Мейпл Лифс» и «Детройт Ред Уингз», который состоялся 1 января 2017 года на стадионе «Бимо Филд» в Торонто, провинция Онтарио.
В упорном матче сильнее оказались хоккеисты «Торонто». Менее чем за 10 минут до конца третьего периода «Детройт» уступал со счётом 1:4, однако смог сравнять счёт и перевести игру в овертайм, где победу «кленовым листьям» принёс точный бросок новичка команды Остона Мэттьюса, который и был признан первой звездой матча.

## Предыстория
Для «Торонто» это был второй в истории матч на открытом воздухе. В первом матче «Мейпл Лифс» также встречались с «Детройтом» и выиграли со счётом 3:2 в серии буллитов. «Ред Уингз» в четвёртый раз участвовали в матче под открытым небом. Матч приурочен к столетнему юбилею Национальной хоккейной лиги и клуба «Торонто Мейпл Лифс».
Перед матчем, на специальной церемонии, НХЛ опубликовала имена первых 33 хоккеистов из списка 100 величайших игроков.

## Стадион
«Бимо Филд» является футбольным стадионом на котором свои домашние матчи проводит ФК Торонто выступающий в MLS, «Торонто Аргонавтс» из CFL и сборная Канады. В связи со спонсорскими обязательствами на время проведения всех мероприятий связанных со Столетней классикой стадион носил название «Эксибишн-стэдиум».

## Составы команд
| Торонто Мейпл Лифс | Торонто Мейпл Лифс        | Торонто Мейпл Лифс  | Торонто Мейпл Лифс |
| ------------------ | ------------------------- | ------------------- | ------------------ |
| Вратари            |                           |                     |                    |
| Номер              | Гражданство               | Имя                 |                    |
| 30                 | Канада                    | Антуан Бибо         |                    |
| 31                 | Дания                     | Фредерик Андерсен   |                    |
| Защитники          |                           |                     |                    |
| Номер              | Гражданство               | Имя                 |                    |
| 2                  | Соединённые Штаты Америки | Мэтт Ханвик         |                    |
| 8                  | Соединённые Штаты Америки | Коннор Кэррик       |                    |
| 22                 | Россия                    | Никита Зайцев       |                    |
| 44                 | Канада                    | Морган Райлли       |                    |
| 46                 | Чехия                     | Роман Полак         |                    |
| 51                 | Соединённые Штаты Америки | Джейк Гардинер      |                    |
| Нападающие         |                           |                     |                    |
| Номер              | Гражданство               | Имя                 |                    |
| 11                 | Канада                    | Зак Хайман          |                    |
| 12                 | Канада                    | Коннор Браун        |                    |
| 15                 | Канада                    | Мэтт Мартин         |                    |
| 16                 | Канада                    | Митч Марнер         |                    |
| 25                 | Соединённые Штаты Америки | Джеймс Ван Римсдайк |                    |
| 26                 | Россия                    | Никита Сошников     |                    |
| 29                 | Швеция                    | Вильям Нюландер     |                    |
| 33                 | Канада                    | Фредерик Готье      |                    |
| 34                 | Соединённые Штаты Америки | Остон Мэттьюс       |                    |
| 42                 | Канада                    | Тайлер Бозак        |                    |
| 43                 | Канада                    | Назем Кадри         |                    |
| 47                 | Финляндия                 | Лео Комаров         |                    |

| Детройт Ред Уингз | Детройт Ред Уингз         | Детройт Ред Уингз     | Детройт Ред Уингз |
| ----------------- | ------------------------- | --------------------- | ----------------- |
| Вратари           |                           |                       |                   |
| Номер             | Гражданство               | Имя                   |                   |
| 31                | Канада                    | Джаред Коро           |                   |
| 34                | Чехия                     | Петр Мразек           |                   |
| Защитники         |                           |                       |                   |
| Номер             | Гражданство               | Имя                   |                   |
| 2                 | Канада                    | Брендан Смит          |                   |
| 3                 | Соединённые Штаты Америки | Ник Дженсен           |                   |
| 52                | Швеция                    | Джонатан Эрикссон     |                   |
| 55                | Швеция                    | Никлас Крунвалль      |                   |
| 61                | Канада                    | Ксавье Уэлле          |                   |
| 65                | Соединённые Штаты Америки | Дэнни Декайзер        |                   |
| Нападающие        |                           |                       |                   |
| Номер             | Гражданство               | Имя                   |                   |
| 14                | Швеция                    | Густав Нюквист        |                   |
| 15                | Канада                    | Райли Шихэн           |                   |
| 20                | Соединённые Штаты Америки | Дрю Миллер            |                   |
| 21                | Словакия                  | Томаш Татар           |                   |
| 29                | Канада                    | Стив Отт              |                   |
| 39                | Канада                    | Энтони Манта          |                   |
| 40                | Швеция                    | Хенрик Зеттерберг — К |                   |
| 41                | Канада                    | Люк Гленденинг        |                   |
| 51                | Дания                     | Франс Нильсен         |                   |
| 62                | Австрия                   | Томас Ванек           |                   |
| 71                | Соединённые Штаты Америки | Дилан Ларкин          |                   |
| 72                | Канада                    | Андреас Атанасиу      |                   |

## Отчёт
| 1 января 2017 15:52 | Торонто Мейпл Лифс | 5 : 4 (ОТ) (0:0, 0:1, 4:3, 1:0) | Детройт Ред Уингз | Эксибишн-стэдиум, Торонто Зрителей: 40 148 |

| Отчёт | Отчёт                              | Отчёт | Отчёт       | Отчёт                                                                  |
| --- | ---------------------------------- | --- | ----------- | ---------------------------------------------------------------------- |
| |                                    | |             |                                                                        |
| | Фредерик Андерсен                  | Вратари | Джаред Коро | Судьи: Дэн О’Рурк Брэд Майер Линейные судьи: Грэг Деворски Стив Миллер |
| | Голы:                              | |             | Судьи: Дэн О’Рурк Брэд Майер Линейные судьи: Грэг Деворски Стив Миллер |
| Лео Комаров — 41:23 (Дж. Гардинер, В. Нюландер) Митч Марнер — 48:23 (М. Райлли, Дж. Ван Римсдайк) Коннор Браун — 49:34 (З. Хайман, К. Кэррик) Остон Мэттьюс — 52:05 (К. Браун, З. Хайман) Остон Мэттюс — 63:40 (Дж. Гардинер, К. Браун) | 0:1 :1 2:1 3:1 4:1 4:2 4:3 4:4 5:4 | 25:33 — Энтони Манта (Х. Зеттерберг, Т. Татар) 53:54 — Джонатан Эрикссон (Э. Манта, С. Уэллет) 58:14 — Дилан Ларкин (Х. Зеттерберг, Т. Татар) 59:58 — Энтони Манта (Х. Зеттерберг, Т. Ванек) |             | Судьи: Дэн О’Рурк Брэд Майер Линейные судьи: Грэг Деворски Стив Миллер |
| |                                    | |             | Судьи: Дэн О’Рурк Брэд Майер Линейные судьи: Грэг Деворски Стив Миллер |
| |                                    | |             | Судьи: Дэн О’Рурк Брэд Майер Линейные судьи: Грэг Деворски Стив Миллер |
| |                                    | |             | Судьи: Дэн О’Рурк Брэд Майер Линейные судьи: Грэг Деворски Стив Миллер |
| 11 мин | Штраф                              | 9 мин |             | Судьи: Дэн О’Рурк Брэд Майер Линейные судьи: Грэг Деворски Стив Миллер |
| |                                    | |             |                                                                        |
| | 28                                 | Броски | 37          |                                                                        |

### Три звезды матча
- 1. Остон Мэттьюс. «Торонто Мейпл Лифс». 2 гола.
- 2. Коннор Браун. «Торонто Мейпл Лифс». 1 гол и 2 результативные передачи.
- 3. Энтони Манта. «Детройт Ред Уингз». 2 гола и 1 результативная передача.